# Melexis
Melexis N.V. - транснаціональна бельгійська компанія зі штаб-квартирою в Іпрі, Бельгія. Компанія проектує, розробляє та постачає мікроелектронні рішення для різних сенсорних технологій, приводних елементів та трансіверів.

## Діяльність
Melexis є безфабричною напівпровідниковою компанією і, таким чином, передає на аутсорсинг процес виробництва напівпровідників. Melexis в основному розробляє та тестує невеликі інтелектуальні датчики та елементи приводів, що використовуються в різних сферах застосування. До них відносяться мікросхеми змішаних сигналів та інтегровані сенсорні мікросхем, такі як датчик Холла та мікроелектромеханічні системи (МЕМС). Більшість мікросхем призначені для автомобільного сектору. Melexis тісно пов'язана з групою X-FAB. Melexis працює в наступних галузях:
- Автомобільна промисловість
- Транспортна галузь
- Розумні додатки
- Домашня автоматизація
- Промисловість
- Медичні прилади

## Інше
- Раніше компанія працювала під назвою Elex.
- Melexis має філії в Іпрі, Тессендерло, Софії, Парижі, Грассі, Корбеї, Дрездені, Дюссельдорфі, Беве та Києві, серед інших.